# Johannes Acronius

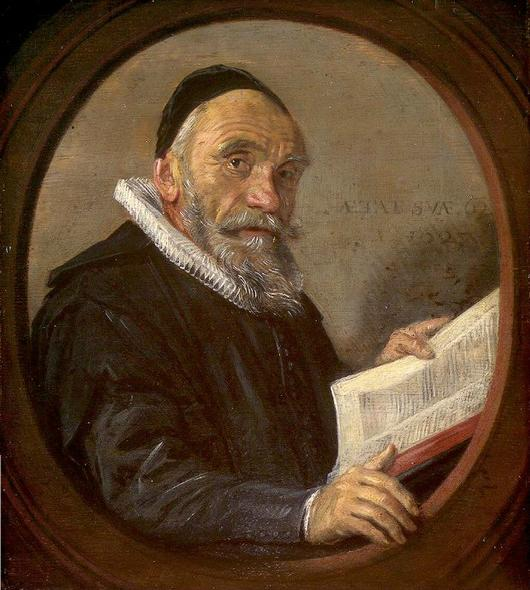
Portrait des Johannes Acronius von Frans Hals

Johannes Acronius (* 1565 in Grimersum; † 29. September 1627 in Haarlem) war ein ostfriesischer reformierter Theologe.

## Leben und Wirken
Acronius wurde als Sohn des Pastors Domenicus Acronius geboren. Er besuchte die Lateinschule in Emden unter dem Rektor Erasmus Johannis und studierte ab 1582 Evangelische Theologie in Neustadt an der Haardt. 1584 legte er sein Examen vor der Gemeinschaft der Prediger im Amt Greetsiel ab und arbeitete als Pastor in Eilsum. Im Jahr 1601 wurde er nach Groningen berufen. 1602 wurde er zum Präses gewählt, 1611 wechselte er nach Wesel. Vor den spanischen Truppen floh er 1614 nach Deventer. Am 4. April 1617 wurde er als Professor der Theologie nach Franeker berufen. Im Jahr 1619 wechselte er nach Haarlem, wo er 1627 starb.
Acronius machte durch seinen Anteil an dem Streit zwischen Arminianern oder Remonstranten und Contraremonstranten einen Namen. Er galt als unnachgiebig gegenüber Andersdenkenden innerhalb und außerhalb der Kirche und als Hüter der Gottesgesetze.
Über sein Privatleben ist wenig bekannt. Er war mit einer Frau als Eilsum verheiratet und hatte mehrere Kinder:
- Daniel, 1625–1631 Pastor in der Provinz Nordholland
- Johannes († 1635), Pastor in Velp und Wageningen[1]
- Dominicus (1611–1665), Professor für Geschichte in Franeker[2]

## Werke (Auswahl)
- Apologia, offte Verandtwoordinge des Edicts, welcker van ein Erbar Rhadt der Stadt Groeningen, jegen der Wederdoper, unde ander Secten Unordningen, ahm 7 September des jars 1601 gepubliceeret: unde dorch einen ungenomeden Libertiner, mit allerlye valsche, unde nichtwerdige geschrey, angebellet is worden. Groningen 1602
- Erinneringe van de Beropinge der Prediger, wodanich, und dorch wehm de sulve gesehen sal. Sampt ook wat van de Jure Patronatus ofte Collations-rechte, over de Kercklicke-Beneficien tho holden sy. Groningen 1604
- Syntagma Theologiae, seriem et connexionem praecipuorum Capitum Doctrinae coelestis perpetuis tabulis quam brevissime ob oculos ponens. Groningen 1605
- Elenchus Orthodoxus Pseudo-Religionis Romano Catholicae, plurimos & gravissimos errores moderni Papatus de praecipuis Christianae Religionis Capitibus sic percensens, ut inde necessitas ejus deferendei & abrogandi, ac reformandae ab eodem Ecclesiae, sat omnibus appareat. Oppositus Papatui in Clivia. Deventer 1615
- Problema Theologicum de nomine Elohim. An eo personarum in Deo pluralitas insinuetur. Groningen 1616
- Probouleumena de Studio S. Theologiae recte privatim instituendo. Item de Concionibus Ecclesiasticis apte formandis & habendis. Franeker 1618
- Uytmonsteringe van verschydene Dolingen ende ongerijmde opinie der genoemde Lutersche, in dese landen onlangs in enige Chartabellen, om die eenvoudingen te verwerren, uitgegeven. Arnheim 1625